# Maccabi Haifa
Maccabi Haifa ist ein 1913 gegründeter israelischer Sportverein aus Haifa. Die bedeutendsten Abteilungen des Vereins sind Fußball und Basketball. Im Fußball gehört Maccabi mit zwölf Meistertiteln und sechs Pokalsiegen bei den Herren zu den erfolgreichsten Mannschaften und war außerdem die erste israelische Mannschaft, die sich im wichtigsten europäischen Vereinswettbewerb UEFA Champions League für eine Hauptrunde qualifiziert hat.
Im Vereinswappen ist der Davidstern in der Ausführung der Maccabi-Bewegung prominent, deren Ziel die Förderung des Bewusstseins der jüdischen Jugend für religiöse, kulturelle und nationale Werte ist. Der Begriff Maccabi wird vom Namen einer Priesterfamilie, den Makkabäern abgeleitet, deren Mitglieder als Freiheitskämpfer angesehen sind.

## Fußball

### Geschichte

#### 1913 bis 1980
Maccabi Haifa wurde 1913 in der Hafenstadt gegründet. Der Verein war anfangs eher unbedeutend und bekam erst durch die Integration von österreichischen Immigranten Struktur. 1942 gelang der Einzug ins Pokalfinale, allerdings setzte es mit 1:12 eine deutliche Niederlage gegen Beitar Tel Aviv. 1946 gelang der Aufstieg in die erste Liga, allerdings pendelte man in der folgenden Zeit ständig zwischen erster und zweiter Liga hin und her. 1962 gelang der erste größere Erfolg, als man im Finale des State Cups, des nationalen Pokals, Maccabi Tel Aviv mit 5:2 schlug. Beinahe hätte der Titel verteidigt werden können, allerdings unterlag man im folgenden Jahr im Finale Hapoel Haifa mit 0:1. 1971 unterlag man bei der vierten Finalteilnahme Hakoah Ramat Gan mit 1:2.

#### 1980er
1981 gelang erneut der Aufstieg in die erste Liga. Seither ist Maccabi erstklassig. 1983/1984 schaffte der Verein den Titelgewinn, als man Beitar Jerusalem und Hapoel Tel Aviv in einer dramatischen Endphase überholte. Der Erfolg war umso überraschender, da das „Totale-Offensive“-Spielsystem mit vier Stürmern in den vorhergehenden Jahren oft eine schlechte Defensivarbeit und klare Niederlagen zur Folge hatte. Aber der junge Torhüter Avi Ran erwies sich als starker Rückhalt. Im folgenden Jahr wurde der Titel verteidigt, das „Double“ misslang jedoch. Im Finale des State Cups verlor man gegen Beitar Jerusalem 0:1. Der israelische Supercup ging jedoch nach Haifa, als Beitar Jerusalem mit 5:2 besiegt wurde. 1987 wurde das Pokalfinale gegen Maccabi Tel Aviv nach Elfmeterschießen verloren. 1989 gelang die dritte Meisterschaft. Das Pokalfinale im selben Jahr ging wieder im Elfmeterschießen verloren, dieses Mal gegen Beitar Jerusalem.

#### 1990er
1991 gewann Maccabi das Double, als man neben dem Meistertitel auch das Pokalfinale gegen Hapoel Petach Tikwa mit 3:1 gewann. Ya'akov Shahar kaufte den Verein 1992. Das Management wurde verbessert, um es dem in Europas bedeutenden Profiligen anzupassen. 1993 wurde der State Cup zum dritten Mal gewonnen, 1:0 gegen Maccabi Tel Aviv. Im folgenden Jahr schaffte man im Europapokal den Einzug ins Achtelfinale. Gleichzeitig wurde Maccabi ungeschlagen israelischer Meister und gewann den Ligapokal.
1995 wurde erneut der Pokal geholt, als man den Ortsrivalen Hapoel Haifa mit 2:0 schlug. Nachdem einige Spieler nach Europa gingen, folgten drei Jahre ohne Titel, ehe 1998 wiederum der Pokalsieg gelang. Hapoel Jerusalem wurde mit 2:0 geschlagen. 1999 erreichte man wiederum das Viertelfinale des Europapokals, wobei unter anderen Paris Saint-Germain und die SV Ried geschlagen wurden.

#### 2000er
2001 gelang nach sieben Jahren Durststrecke wieder der Gewinn der Meisterschaft. Die Feierlichkeiten wurden von einem Unglücksfall überschattet, als ein junger Fan gegen die Sicherheitsbegrenzung gedrückt wurde und ins Koma fiel. Der Titel wurde im folgenden Jahr verteidigt. 2002 schaffte Maccabi Haifa als erstes israelisches Team den Einzug in die Gruppenphase der Champions League. 2004 bis 2006 schaffte Maccabi den Titel-„Hattrick“ in der Meisterschaft von Israel. Zu Saisonbeginn 2006/07 scheiterte man in der letzten Qualifikationsrunde nur knapp gegen den englischen Rekordmeister FC Liverpool, obwohl man wegen des Libanonkrieges sein Heimspiel in Kiew austragen musste und das 1:2 aus dem Hinspiel mit einem 1:1 nicht mehr wettmachen konnte. Dafür erreichte man im UEFA-Pokal 2006/07 die K.-o.-Spiele der besten 32 Mannschaften. Erstmals waren hier mit Maccabi und Hapoel Tel Aviv zwei israelische Mannschaften vertreten. Im Unterschied zu Hapoel qualifizierte sich Maccabi für das Achtelfinale, in dem man gegen Espanyol Barcelona ausschied. In der israelischen Meisterschaft erreichte man am Saisonende jedoch nach den drei Meisterschaften in Folge nur den fünften Platz.

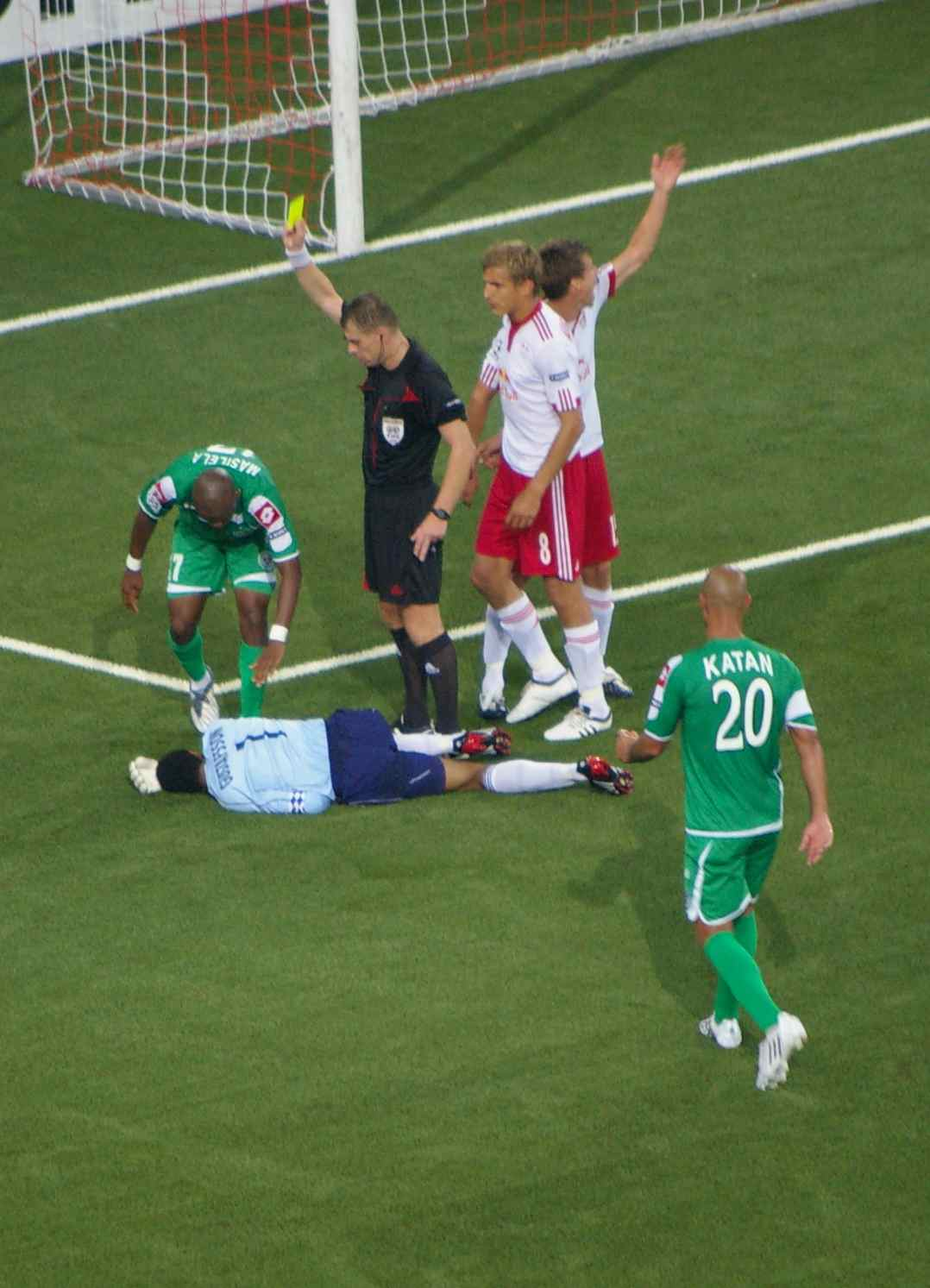
Haifa gegen FC Red Bull Salzburg (2009)

#### Ab 2009
In der Saison 2008/09 verlor die Mannschaft zwar das Pokalfinale gegen Beitar Jerusalem, gewann aber den elften Meistertitel was zur Teilnahme an der UEFA Champions League berechtigte. In der zweiten Qualifikationsrunde wurde der nordirische Club Glentoran FC bezwungen, in der dritten Runde der kasachische Meister FK Aqtöbe (0:0 und 4:3). In den Play-offs setzte sich Haifa gegen den österreichischen Meister FC Red Bull Salzburg in Hin- und Rückspiel mit 2:1 und 3:0 durch. Haifa wurde zusammen mit Juventus Turin, Girondins Bordeaux und dem FC Bayern München in Gruppe A gelost. Die Mannschaft verlor alle sechs Spiele, ohne dabei ein Tor zu erzielen.
In der Meisterschaft lief es für Haifa 2009/10 deutlich besser. Nach Abschluss der regulären Saison stand die Mannschaft mit 77 Punkten auf Platz 1. Nach den Play-offs lag die Mannschaft jedoch aufgrund der schlechteren Tordifferenz punktgleich mit Hapoel Tel Aviv nur auf Platz zwei. Das berechtigte zur Teilnahme an der dritten Qualifikationsrunde für die UEFA Europa League 2010/11. Das Hinspiel gegen FK Dinamo Minsk wurde zwar 1:0 gewonnen, aber nach der 1:3-Niederlage im Rückspiel schied die Mannschaft aus. In der Meisterschaft 2010/11 hingegen stand Haifa wie im Vorjahr nach der regulären Saison vor Tel Aviv auf Platz 1 (70 Punkte), konnte die Position diesmal aber auch in den Play-offs verteidigen und holte so den zwölften Meistertitel in der Vereinsgeschichte. Das Finale im Pokal verlor die Mannschaft allerdings 0:1 gegen Hapoel Tel Aviv.
In der Qualifikation zur UEFA Champions League 2011/12 wurde in der zweiten Runde der FK Borac Banja Luka aus Bosnien und Herzegowina besiegt, in der dritten Runde der slowenische Meister NK Maribor. In den Play-offs verlor Haifa allerdings gegen den KRC Genk. Die Auslosung zur Gruppenphase der UEFA Europa League 2011/12 platzierte Haifa in Gruppe J gemeinsam mit Steaua Bukarest, AEK Larnaka und dem FC Schalke 04. Erneut erreichte man das Pokalfinale, aber einmal mehr unterlag man Hapoel Tel Aviv, diesmal mit 1:2. Die Meisterschaft beendete man auf einem enttäuschenden fünften Platz.
Zur Saison 2012/13 gelang es Maccabi Haifa, Vizemeister zu werden und so in die Qualifikation zur UEFA Europa League 2013/14 einzusteigen. Nach zum Teil deutlichen Siegen über FK Xəzər Lənkəran, FK Ventspils und Astra Giurgiu qualifizierte sich Haifa für die Gruppenphase. In Gruppe L erreichte man hinter AZ Alkmaar sowie PAOK Thessaloniki und vor Schachtjor Qaraghandy nur Platz 3 und schied somit aus.
In der Liga folgte anschließend eine längere Durststrecke. Zwar erreichte Maccabi Haifa immer das Meisterschafts-Playoff, beendete dieses aber nie auf einer Top 3-Platzierung. Allerdings gelang 2016 der Triumph im Pokalfinale durch ein 1:0 gegen Maccabi Tel Aviv. Dadurch stieg Haifa in die Qualifikation zur UEFA Europa League 2016/17 ein, verlor jedoch bereits im ersten Spiel überraschend gegen den estnischen FC Nõmme Kalju. Dabei unterlag man nach einem doppelten 1:1 im Elfmeterschießen.
Zur Saison 2017/18 stand nach der Hauptrunde der zehnte Platz zu Buche. Es war die schlechteste Platzierung überhaupt für den Verein aus Haifa. Im anschließenden Play-down um den Abstieg blieb es beim vierten Platz, was insgesamt weiterhin dem zehnten Platz entsprach. Erst zur Saison 2018/19 etablierte sich der Verein wieder im Meisterschafts-Playoff und schien mit dem zweiten Platz zu alter Stärke zurückgefunden zu haben, auch wenn der Abstand zum Meister Maccabi Tel Aviv satte 31 Punkte betrug. Der zweite Platz in der Liga reichte für die Teilnahme an der Qualifikation zur UEFA Europa League 2019/20, die jedoch nicht gelang. Nachdem man sich gegen NŠ Mura deutlich durchsetzte (2:0 h; 2:3 a), scheiterte man knapp an Racing Straßburg (1:3 a; 2:1 h).
Zur Saison 2019/20 erreichte man erneut nur den zweiten Platz hinter dem Rekordmeister aus Tel Aviv. Aufgrund der COVID-19-Pandemie wurde jede Qualifikationsrunde im Europapokal auf ein Spiel reduziert. Dadurch gelang es Maccabi Haifa, sich gegen FK Željezničar Sarajevo (3:1), FK Qairat Almaty (2:1) und FK Rostow (2:1) durchzusetzen. In der Play-off-Runde setzte es gegen Tottenham Hotspur jedoch eine deutliche 2:7-Niederlage.
Nach zehn Jahren Wartezeit gelang Maccabi Haifa in der Saison 2020/21 der Meistertitel. Damit durfte der Verein an der Qualifikation zur UEFA Champions League 2021/22 mitwirken, wo dem FK Qairat Almaty für die Niederlage aus der Vorsaison die Rache gelang (1:1 h; 0:2 a). In weiterer Folge stieg Maccabi Haifa auf die Qualifikation zur neu gegründeten UEFA Europa Conference League um. Dabei setzte man sich, wenn auch nicht mit aller Souveränität, gegen FC Dinamo Tiflis (2:1 a; 5:1 h), HB Tórshavn (7:2 h; 0:1 a) und Neftçi Baku (3:3 a; 4:0 h) durch. Mit nur zwei Toren und vier Punkten schied Maccabi Haifa in Gruppe E gegen den späteren Finalisten Feyenoord Rotterdam sowie Slavia Prag und dem 1. FC Union Berlin als Gruppenletzter aus.
In der Saison 2021/22 verteidigte Maccabi Haifa den Meistertitel, verpasste es jedoch, im Pokalfinale gegen Hapoel Be’er Scheva, das nach 1:1 im Elfmeterschießen verloren ging, das Double zu festigen. Nachdem man in den Qualifikationsspielen Olympiakos Piräus (1:1 h; 4:0 a), Apollon Limassol (4:0 h; 0:2 a) und FK Roter Stern Belgrad (3:2 h; 2:2 a) hinter sich ließ, gelang Maccabi Haifa erstmals seit 13 Jahren die Qualifikation für die Gruppenphase der Champions League. Dabei traf man in einer sehr schwierigen Gruppe H auf Benfica Lissabon, Paris Saint-Germain und Juventus Turin. Abgesehen von einem 2:0-Heimsieg gegen die Turiner verlor der Klub aus Haifa jedoch alle Spiele und verendete mit drei Punkten auf dem letzten Platz, da Juventus mit ebenso vielen Punkten die bessere Tordifferenz aufwies.
Die Saison 2022/23 beendete Maccabi Haifa zum dritten Mal in Folge mit dem Meistertitel, somit durfte man erneut um die Qualifikation zur Champions League spielen. Wie schon in der Vorsaison erreichte man nach Erfolgen über Ħamrun Spartans (4:0 a; 2:1 h), Sheriff Tiraspol (0:1 a; 4:1 h) und den ŠK Slovan Bratislava (2:1 a; 3:1 h) auch diesmal die Playoff-Runde. Dieses Mal unterlag man aber dem BSC Young Boys (0:0 h; 0:3 a) und musste daher in die Gruppenphase der Europa League umsteigen. Dort wurde man Gruppe F zugelost, wo man auf den FC Villarreal, Stade Rennes und Panathinaikos Athen traf. Mit dem dritten Platz vor den Griechen ging es noch eine Stufe weiter abwärts in die Zwischenrunde der Europa Conference League. Diese überstand man gegen KAA Gent mit einem 1:0 im Hinspiel und einem 1:1 im Rückspiel knapp. Im Achtelfinale traf man auf den späteren Finalisten AC Florenz, gegen den es im Hinspiel eine 3:4-Niederlage gab, auf die ein 1:1 folgte. In der Liga beendete man die Saison 2023/24 als Vizemeister und spielt nächste Saison daher lediglich um die Qualifikation zur UEFA Conference League 2024/25.

### Aktueller Kader 2025/26
Stand: 3. August 2025
| Nr. |                    | Position | Name              |
| --- | ------------------ | -------- | ----------------- |
| 3   | Israel             | AB       | Sean Goldberg     |
| 4   | Niger              | MF       | Ali Mohamed       |
| 5   | Israel             | MF       | Goni Naor         |
| 7   | Curaçao            | ST       | Xander Severina   |
| 8   | Israel             | MF       | Dolev Haziza      |
| 9   | Spanien            | ST       | Matías Nahuel     |
| 10  | Israel             | MF       | Dia Saba          |
| 11  | Curaçao            | ST       | Kenji Gorré       |
| 15  | Israel             | MF       | Lior Kassa        |
| 16  | Vereinigte Staaten | MF       | Kenny Saief       |
| 17  | Israel             | ST       | Suf Podgoreanu    |
| 18  | Israel             | ST       | Guy Melamed       |
| 19  | Israel             | MF       | Ethane Azoulay    |
| 22  | Jamaika            | ST       | Trivante Stewart  |
| 24  | Israel             | AB       | Lisav Naif Eissat |
| 25  | Belgien            | AB       | Jelle Bataille    |
| 26  | Israel             | MF       | Michael Ohana     |

| Nr. |            | Position | Name               |
| --- | ---------- | -------- | ------------------ |
| 27  | Frankreich | AB       | Pierre Cornud      |
| 28  | Israel     | MF       | Ilay Hagag         |
| 30  | Senegal    | AB       | Abdoulaye Seck     |
| 31  | Israel     | MF       | Amit Arazi         |
| 33  | Israel     | MF       | Liam Hermesh       |
| 35  | Israel     | AB       | Tomer Lannes Arbel |
| 36  | Israel     | ST       | Eyad Khalaily      |
| 38  | Israel     | ST       | Omer Dahan         |
| 40  | Israel     | TW       | Sharif Kayouf      |
| 42  | Israel     | AB       | Roey Elimelech     |
| 44  | Brasilien  | AB       | Pedrão             |
| 77  | Israel     | TW       | Roee Fucs          |
| 89  | Ukraine    | TW       | Heorhiy Yermakov   |
| 99  | Serbien    | ST       | Đorđe Jovanović    |
|     | Israel     | MF       | Ibrahim Goabara    |
|     | Israel     | ST       | Nehoray Ifra       |
|     | Israel     | MF       | Eden Otachi        |

### Stadion

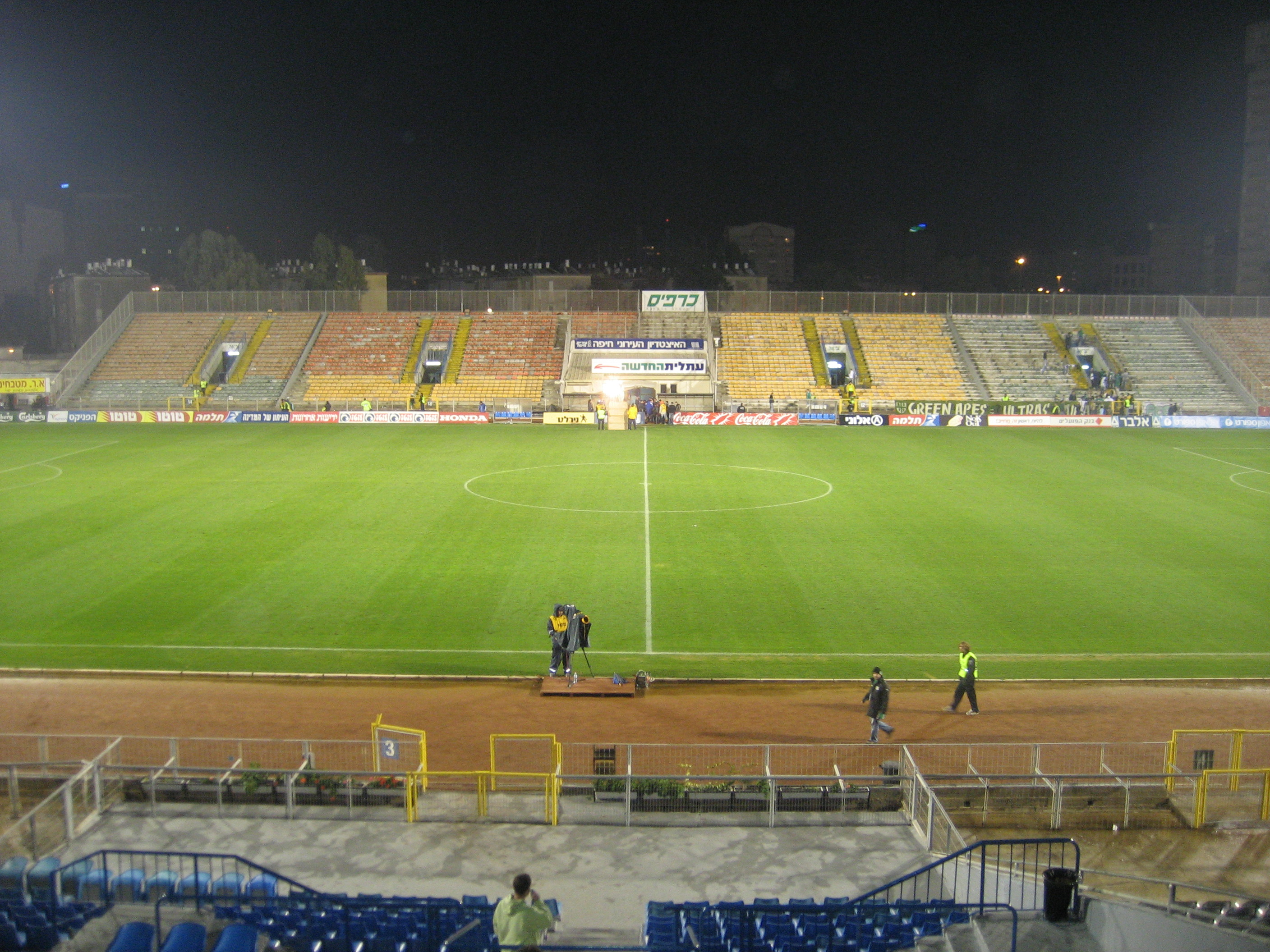
Kiryat-Eliezer-Stadion (2006)

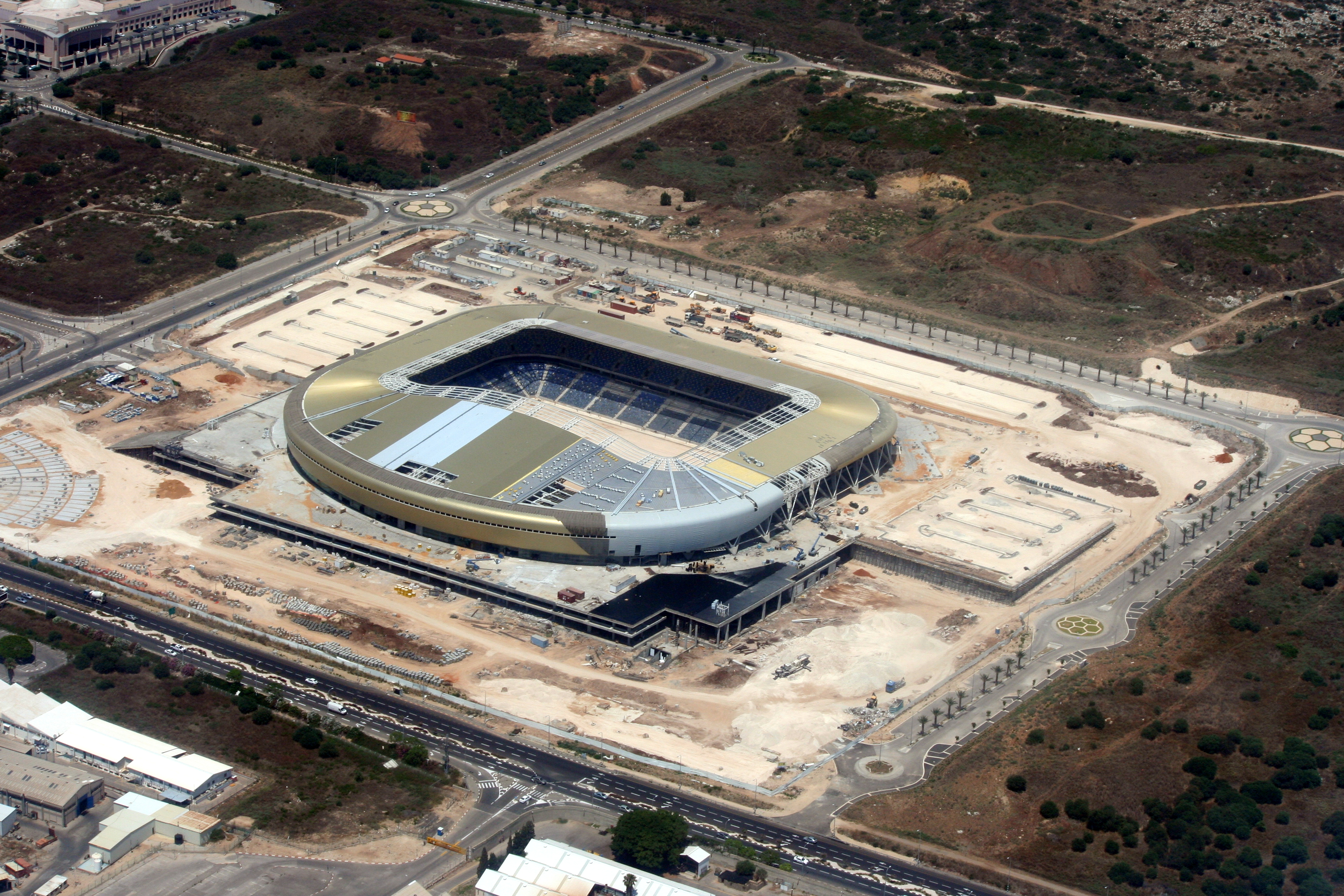
Sammy-Ofer-Stadion (2013)

Maccabi Haifa trug seine Spiele bis 2014 im Kiryat-Eliezer-Stadion aus. Das 1955 erbaute Stadion bot etwa 14.000 Zuschauern Platz. Es war außerdem Spielstätte des Ortsrivalen Hapoel Haifa.
Zur Saison 2014/15 zog der Verein, neben Hapoel, in das neue, nach Sammy Ofer benannte Sammy-Ofer-Stadion um. Es wurde zwischen 2009 und 2014 erbaut. Das Stadion hat ein Fassungsvermögen von 30.858 Zuschauern.

### Erfolge
- Israelischer Meister (15×): 1984, 1985, 1989, 1991, 1994, 2001, 2002, 2004, 2005, 2006, 2009, 2011, 2021, 2022, 2023
- Israelischer Pokalsieger (6×): 1962, 1991, 1993, 1995, 1998, 2016
- Israelischer Ligapokal (4×): 1994, 2002, 2006, 2008
- Israelischer Superpokalsieger (4×): 1984, 1988, 2021, 2023

### Trainer
- Dušan Uhrin (1998–1999)
- Ronny Levy (2000, 2003–2008, 2015–2016)
- Avram Grant (2000–2002)

### Spieler
| - Yakubu Aiyegbeni - Ahron Amar - Dudu Aouate - Zahi Armeli - Eyal Berkovic - Yossi Benayoun - Serghei Cleșcenco - Giorgi Gachokidse | - Tomer Hemed - Sergei Kandaurow - Yaniv Katan - Biram Kayal - Ronny Levy - Alon Mizrahi - Ludovic Obraniak | - Avi Ran - Lior Refaelov - Haim Revivo - Ronny Rosenthal - Đovani Roso - Wiktor Tschanow - Jochanan Wallach |

## Basketball
Die Basketballmannschaft von Maccabi Haifa existiert seit 1953 und wurde im Jahre 2013 erstmals israelischer Meister.